# Fabler från framtiden
Fabler från framtiden, korta tecknade skräckserier av Jean-Yves Mitton. Gavs ut i album i Frankrike under titeln "Demain... Les Monstres" 1990. Har publicerats på svenska i Fantomen.

## Svensk utgivning
- "Videolyckan", Fantomen nr 25/1990
- "Atomutanter", Fantomen nr 26/1990
- "Sista hållplatsen", Fantomen nr 2/1991
- "Be-fruktan", Fantomen nr 5/1991
- "Skaparen", Fantomen nr 6/1991